# Pavol Šurkala
Pavol Šurkala (* 24. ledna 1944) je bývalý slovenský fotbalový útočník. Žije v Nižné Šebastové (katastrální část Prešova).

## Hráčská kariéra
V československé lize odehrál za Tatran Prešov jeden celý zápas na podzim 1963, aniž by skóroval. Toto utkání se hrálo v neděli 24. listopadu 1963 v Kladně a domácí mužstvo TJ SONP v něm nad Prešovem zvítězilo 1:0.

### Prvoligová bilance
| Ročník          | Zápasy | Góly | Minuty | Klub             |
| --------------- | ------ | ---- | ------ | ---------------- |
| I. liga 1963/64 | 1      | 0    | 90     | TJ Tatran Prešov |
| CELKEM I. LIGA  | 1      | 0    | 90     |                  |